# NGC 89
NGC 89 je galaksija u zviježđu Feniks.

## Vanjske poveznice
- SEDS: NGC 0089